# Тайба (поселение)
Тайба (араб. الطيبة‎) — поселение в мухафазе Алеппо, Сирия. Расположено восточнее города Алеппо на дороге от трассы № 4 до поселения Эль-Афеш.
В окрестностях поселения расположено множество плодоводственных садов.

## Исторические сведения
Перешло под контроль сирийского правительства 15 февраля 2016 года в ходе наступления на Алеппо.